# Cazé Peçanha
Carlos José de Araújo Pecini (Rio de Janeiro, 7 de janeiro de 1968), mais conhecido como Cazé Peçanha, é um apresentador brasileiro.

## Carreira
Cazé trabalhou na MTV em duas ocasiões, entre 1995 e 2000 e de 2002 a 2012, onde se destacou por seu extinto programa Teleguiado. Chegou a apresentar na Rede Globo, entre abril e maio de 2001 o programa Sociedade Anônima, que era exibido nas noites de domingo. No final de 2007, foi convidado para apresentar o programa Custe o que Custar (o CQC) da Band, mas rejeitou, optando por permanecer na MTV; no seu lugar entrou Marcelo Tas. Entre 2012 e 2016, foi um dos apresentadores do programa A Liga, da Rede Bandeirantes. 
Em setembro de 2013 estreou o programa Truques da Mente no canal de TV por assinatura National Geographic. Nesta mesma emissora, em outubro do mesmo ano, ele estreou o programa Os Incríveis.Em setembro de 2017, Cazé passa a apresentar como Cazé Pecini o Show do MEI, um programa dominical sobre microempreendedores exibido pela Band
Em 2023, criou em parceria com o Terra o programa do YouTube Fala VJ, entrevistando antigos colegas da MTV.

## Filmografia

### Televisão
| Ano     | Título            | Personagem         | Notas                                                                           | Emissora            |
| ------- | ----------------- | ------------------ | ------------------------------------------------------------------------------- | ------------------- |
| 1995    | MTV Na Chapa      | Apresentador       |                                                                                 | MTV Brasil          |
| 1995–99 | Top 10 EUA        | Apresentador       |                                                                                 | MTV Brasil          |
| 1995–99 | Teleguiado MTV    | Apresentador       |                                                                                 | MTV Brasil          |
| 1998–00 | VJ por um Dia     | Apresentador       |                                                                                 | MTV Brasil          |
| 2001    | Sociedade Anônima | Apresentador       |                                                                                 | TV Globo            |
| 2001    | Fantástico        | Repórter           | Quadro: TV Megafone                                                             | TV Globo            |
| 2002    | Neurônio MTV      | Apresentador       |                                                                                 | MTV Brasil          |
| 2003    | Casa da Praia MTV | Apresentador       |                                                                                 | MTV Brasil          |
| 2003–05 | Buzzina MTV       | Apresentador       |                                                                                 | MTV Brasil          |
| 2005–06 | Quebra Cazé       | Apresentador       |                                                                                 | MTV Brasil          |
| 2007    | Casal Neura       | Apresentador       |                                                                                 | MTV Brasil          |
| 2008    | Quinta Categoria  | Vários personagens |                                                                                 | MTV Brasil          |
| 2009–11 | Noticias MTV      | Apresentador       |                                                                                 | MTV Brasil          |
| 2011    | Grampo MTV        | Apresentador       |                                                                                 | MTV Brasil          |
| 2012–16 | A Liga            | Apresentador       |                                                                                 | Rede Bandeirantes   |
| 2013    | Truques da Mente  | Apresentador       |                                                                                 | National Geographic |
| 2013    | Os Incríveis      | Apresentador       |                                                                                 | National Geographic |
| 2017    | Show do MEI       | Apresentador       |                                                                                 | Rede Bandeirantes   |
| 2018    | Escola de Gênios  | Capitão Zuera      | Episódio: "Vergonha Alheia" Episódio: "Deu Branco" Episódio: "Mostra de Gênios" | Gloob               |

### Cinema
| Ano  | Título                   | Personagem       |
| ---- | ------------------------ | ---------------- |
| 1998 | Boleiro                  | Locutor da rádio |
| 1999 | O Trapalhão e a Luz Azul | Ele mesmo        |
| 2017 | Como Nossos Pais         | Cacau            |